# Neutron Star Interior Composition Explorer
La Neutron Star Interior Composition Explorer (NICER) è una missione di opportunità della NASA facente parte del Programma Explorer e dedicata allo studio delle particolari condizioni fisiche gravitazionali, elettromagnetiche e nucleari presenti sulle stelle di neutroni, ambienti in cui la materia si presenta in stati esotici a causa dei valori di densità e pressione lì riscontrati, più elevati di quelli presenti nei nuclei atomici.

## Funzionamento
La missione NICER ha lo scopo di misurare con estrema precisione energia e tempo di arrivo dei fotoni X provenienti dalle stelle di neutroni, raggiungendo una risoluzione temporale e spettroscopica ideale per misurare l'emissione nei raggi X "soffici", ossia tra 0,2 e 12 keV, al fine di indagare sulla struttura interna, sull'origine dei fenomeni dinamici e sui meccanismi interni dei più potenti acceleratori cosmici di particelle conosciuti.
Per raggiungere questi obiettivi, la missione NICER ha visto l'aggancio alla Stazione spaziale internazionale di uno strumento dotato di 56 moduli ottici, a ciascuno dei quali è associato un rilevatore di fotoni X al silicio raffreddato a −60 °C; ciascun modulo ottico è composto a sua volta da una serie di 24 specchi sottili e leggeri, nidificati uno dentro l'altro, in modo da aumentare l'area in grado di focalizzare i fotoni X sul rilevatore.

## Lancio e svolgimento
Dopo essere stata approvata nel 2013 come una delle due missioni che sarebbero state lanciate nel 2017, la missione NICER, a maggio 2015, era stata messa in lista per essere lanciata già nel 2016. A seguito però del fallimento della missione SpaceX CRS-7 nel giugno 2015, tutte le missioni seguenti furono posticipate di qualche mese e così la missione NICER partì il 3 giugno 2017 dal Complesso di lancio 39 del John F. Kennedy Space Center, a bordo di un razzo Falcon 9 nel corso della missione di rifornimento commerciale SpaceX CRS-11.
Nelle due settimane seguenti al lancio, la strumentazione è stata estratta, grazie a un braccio robotico, dalla capsula SpaceX Dragon e installata sull'ExPRESS Logistics Carrier numero 2 della ISS, il 14 giugno 2017. Alla suddetta installazione è seguita una fase di test relativa alla calibrazione degli strumenti, in cui sono state osservate 40 sorgenti celesti, durata all'incirca un mese, a cui infine, il 17 luglio 2017, è seguito l'inizio della piena operatività della missione.
Durante ogni orbita della ISS, lo strumento osserva da due a quattro sorgenti riuscendo, grazie a un giunto cardanico e a un dispositivo ottico per la misura delle posizioni delle stelle denominato Star Tracker, a raccogliere dati osservando sempre la solita sorgente. Per raggiungere i suoi scopi, la missione NICER dovrà raggiungere i 15 milioni di secondi di esposizione in un periodo di diciotto mesi.

## Strumentazione
Il principale strumento scientifico della missione, chiamato X-ray Timing Instrument (XTI), è il già citato insieme di 56 moduli ottici ognuno dei quali ha associato un proprio rilevatore di fotoni X al silicio in grado di registrare l'energia dei fotoni in arrivo con una precisione del 2% nonché il momento del loro impatto con una precisione superiore ai 100 ns. Tale strumento rende la missione NICER decine di volte sia più sensibile che più precisa, sia in termini di risoluzione spaziale che in termini di risoluzione temporale, della precedente missione Rossi X-ray Timing Explorer, lanciata nel 1995.
In aggiunta a questo, la missione NICER vede impiegato anche lo strumento chiamato Station Explorer for X-ray Timing and Navigation Technology (SEXTANT), atto a dimostrare la funzionalità della navigazione basata sulle pulsar a raggi X (in inglese: X-ray pulsar-based navigation, XNAV), una tecnica sperimentale di navigazione in cui i segnali a raggi X emessi da una pulsar a raggi X sono utilizzati per determinare l'esatta posizione nello spazio di un veicolo spaziale. Man mano che la raccolta di dati su pulsar a raggi X note da parte dell'XTI andrà avanti, il SEXTANT sostituirà i dati relativi a quelle pulsar X presenti nel suo database e derivanti da osservazioni effettuate da Terra. Una volta terminata tale sovrascrittura, il SEXTANT inizierà ad usare questi dati per determinare la propria posizione nello spazio confrontando poi i risultati ottenuti con quelli restituiti dal sistema GPS di bordo.

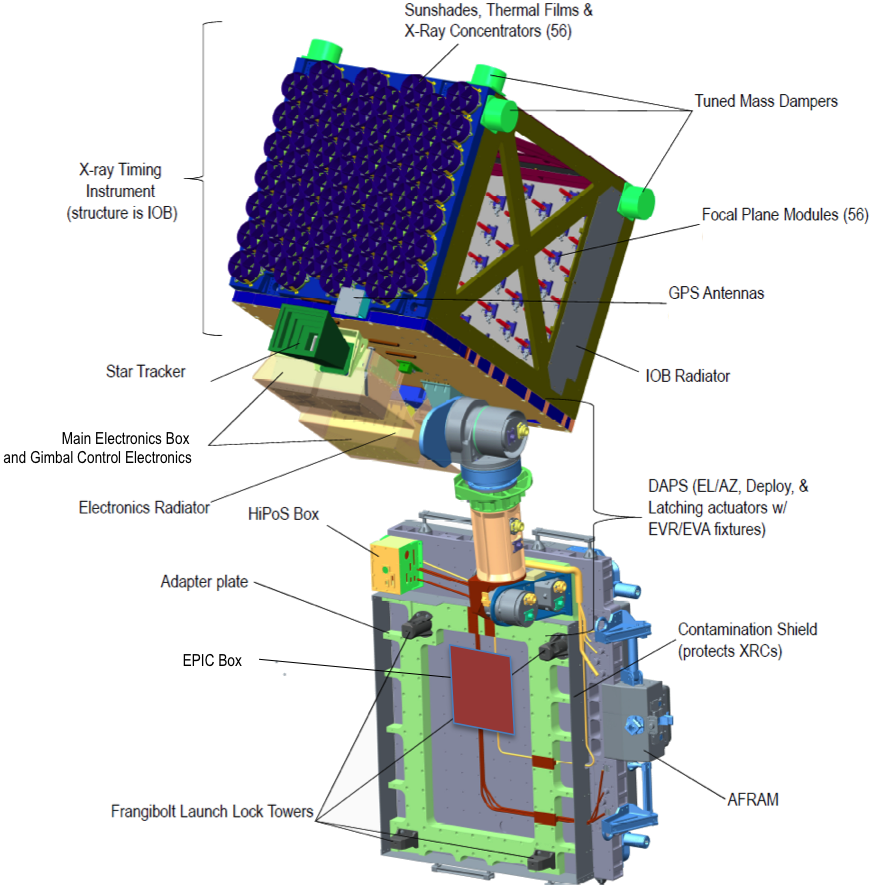
La strumentazione della missione NICER.

## Ricerca e risultati scientifici
- NICER ha rilevato emissioni di raggi X provenienti da un buco nero di massa stellare recentemente scoperto, MAXI J1820 + 070, e generate mentre quest'ultimo assorbiva materiale da una stella compagna. Le onde dei raggi X formavano "echi di luce" che si riflettevano sul vorticoso gas presente nell'intorno del buco nero, rivelando cambiamenti nelle dimensioni e nella forma dell'ambiente circostante.[13] Questa è la prima volta che vengono rilevati echi di questo tipo provenienti da un buco nero di massa così piccola. Proprio in virtù della sua massa relativamente piccola, il buco nero si evolverà molto più rapidamente di un buco nero supermassiccio e il NICER permetterà quindi di seguirne l'evoluzione su scale temporali misurabili.[14]